# Себастьєн Ож'є
Себастьєн Ож'є (фр. Sébastien Ogier; народився 17 грудня 1983 року в Гапі, Франція) — французький автогонщик, що виступає у чемпіонаті світу з ралі. Восьмиразовий чемпіон світу. Є другим найуспішнішим ралійним гонщиком з Франції після Себастьяна Льоба (9-ти разовий чемпіон). Одружений з німецькою телеведучою Андреа Кайзер. У сезоні 2021 виступає за команду Toyota Gazoo Racing WRT.

## Біографія
Батько Себастьєна був шанувальником автогонщика Айртона Сенни, а дядько займався автокросом, тому Ож'є з дитинства закохався у автоспорт. В дитинстві він займався картингом.
Здобувши у 2005 році в «Rallye Jeunes» — гонці, яка проходила під егідою Французької федерації автоспорту, Себастьєн був запрошений узяти участь у змаганнях «Peugeot 206 Cup». Там він вперше став співпрацювати із своїм нинішнім штурманом Жульєном Інграссією. В дебютному сезоні він здобув свій перший подіум, ставши найкращим новачком року. В наступному сезоні він виграв чотири гонки, отримавши за підсумками сезону нагороду від французького журналу „Espoir Echappement“ — відому премію, якою раніше нагороджували Дідьє Оріоля, Франсуа Делакура та Себастьяна Льоба.
У 2008 році, менш ніж через два роки після своєї дебютної гонки у ралі, Ож'є дебютував у чемпіонаті світу на етапі в Мексиці. На своєму Citroen C2 S1600 він фінішував восьмим, здобувши дебютне очко в чемпіонаті WRC. Здобувши дві перемоги в класі юніорів у Йорданії та Німеччині, він завоював титул чемпіона світу серед юніорів у своєму дебютному сезоні, що відкрило для нього дорогу у прем'єр-клас.
Завдяки успішним виступам у змаганнях серед юніорів, Себастьєн був запрошений виступити на останній гонці сезону 2008 в Уельсі в класі WRC. Він продемонстрував видатний результат, лідируючи на початку гонки, але, через брак досвіду, потрапив у крижану пастку та фінішував лише 26-им. Проте він отримав запрошення від команди «Citroen Junior Team» для виступів у сезоні 2009 в найпрестижнішому класі WRC.
Він отримав у своє розпорядження Citroën C4. Перша половина року склалась для новачка досить важко, проте вже у середині сезону, на ралі Акрополісу він зайняв 2 місце, здобувши свій перший подіум у кар'єрі. Загалом сезон закінчиш на 8-му місці.
В наступному сезоні Себастьєн продовжив виступи за команду «Citroen Junior Team». На ралі Португалії він здобув дебютну перемогу. Високі результати дозволили Ож'є у середині сезону перейти до заводської команди «Citroën Total WRT», ставши напарником чинного чемпіона світу, свого співвітчизника Себастьяна Льоба. Виступаючи у складі нової команди, у сезоні він встиг здобути ще одну перемогу, у Японії.
Як винагороду за важку працю, Себастьєн отримав запрошення від команди Citroën стати її повноцінним гонщиком у сезоні 2011. Здобувши разом із напарником Себастьяном Льобом по 5 перемог на етапах, Ож'є зайняв третє місце в загальному заліку. Команда зробила ставку на чинного чемпіона світу, тому Ож'є прийняв новий виклик, приєднавшись на наступний сезон до команди «Volkswagen Motorsport».
Протягом сезону 2012 Себастьєн працював здебільшого над розробкою нового Volkswagen Polo R WRC, дебют якого команда анонсувала на 2013 рік. В той же час, він також виступив у чемпіонаті світу, узявши участь у 12 з 13 гонок сезону, виступаючи на Skoda Fabia S2000. Найкращим результатом стало 5-е місце у Італії, проте Ож'є був більше націлений на підготовку команди для наступного сезону, коли мав з'явитись новий Polo.

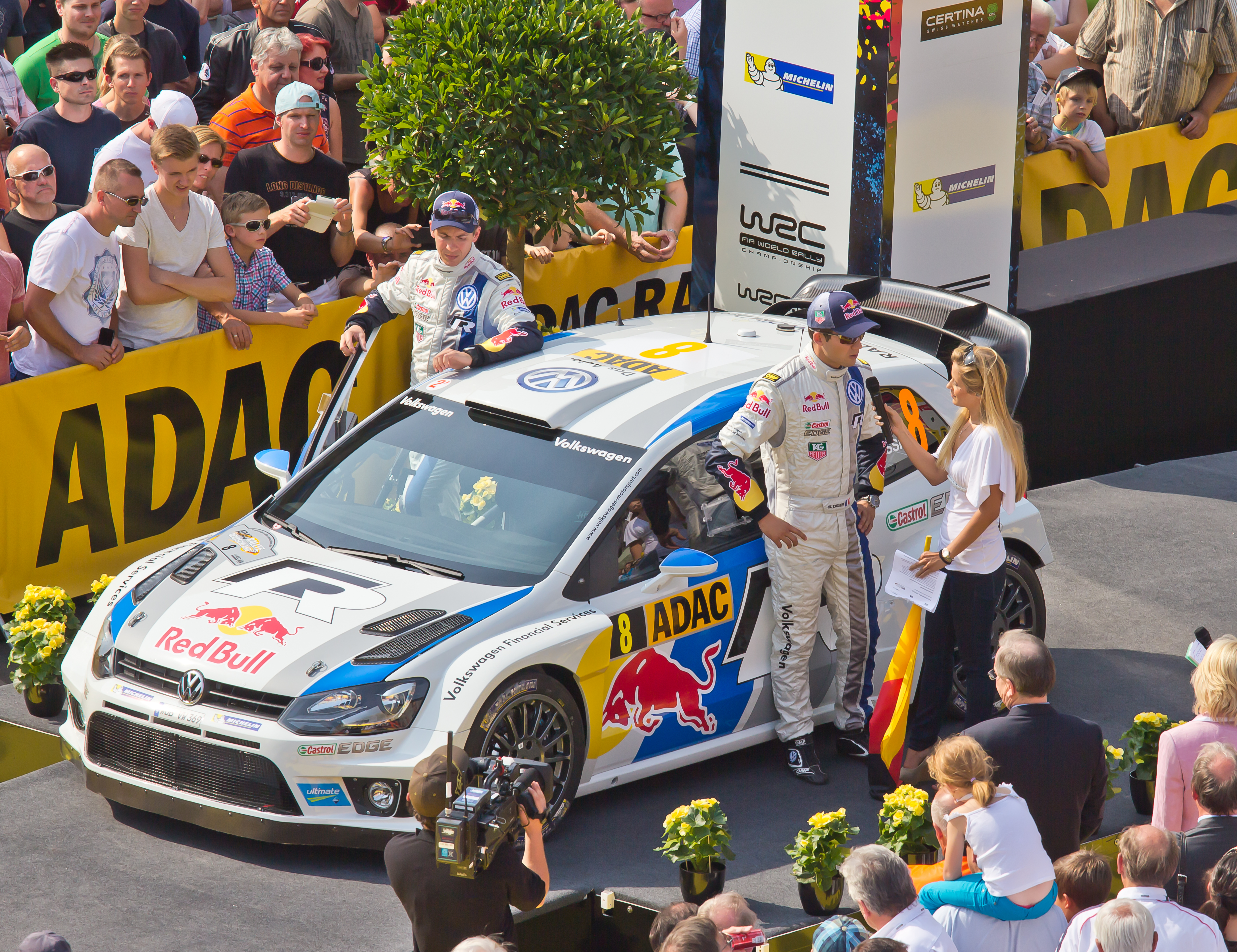
Себастьєн Ож'є поруч зі своїм Volkswagen Polo R WRC на ралі Німеччини, 2013 рік

Polo R WRC був представлений в грудні 2012 року у Монако. На першому ж етапі, Ож'є на новому автомобілі піднявся на другу сходинку п'єдесталу пошани. Вже на наступній гонці у Швеції француз здобув перемогу, дебютну для Polo R WRC та другу в історії «Volkswagen Motorsport». Перемога стала ще більш вражаючою, оскільки на цьому етапі історично домінували представники скандинавських країн: Себастьєн став лише другим не скандинавським гонщиком, що здобув перемогу на цьому етапі за його довгу історію з 1950-го року.
Здобувши у сезоні 9 перемог на 13 етапах, Себастьєн Ож'є вперше для себе став чемпіоном світу, перервавши серію домінування свого земляка Себастьяна Льоба, яка тривала 9 сезонів. Він став третім чемпіоном світу з Франції.
В наступному сезоні Себастьєну довелось захищати свій титул, що іноді стає важчим, ніж його здобути. Проте, завдяки 8 перемогам у 13 гонках, він знову став чемпіоном, ставши восьмим гонщиком в історії WRC, який вигравав чемпіонат більше 1 разу та четвертим, який зробив це протягом двох років поспіль.